# Хельм, Бригитта
Бригитта Хельм (нем. Brigitte Helm; 17 марта 1906, Берлин — 11 июня 1996, Аскона), урождённая Бригитта Гизела Ева Шиттенхельм (нем. Brigitte Gisela Eva Schittenhelm) — немецкая актриса, ставшая широко известной благодаря исполнению роли Марии в фильме Фрица Ланга «Метрополис» (Metropolis, 1927).

## Биография
Бригитта Ева Гизела Шиттенхельм родилась в семье прусского офицера, лишилась отца в четыре года. В 1916—1924 годах училась в приюте в Верфтпфуле в Бранденбурге и выступала на сцене школьного театра. В 1920 году снялась вместо сестры Хайди в одном культурфильме. В 1924 году мать послала режиссёру Фрицу Лангу её фотографию. Ланг пригласил её на пробы, и абсолютно неизвестная актриса была утверждена на двойную женскую роль в «Метрополисе» — Марии и робота-Лжемарии. После этого киностудия UFA предложила ей десятилетний контракт.
За время действия контракта Бригитта Хельм сыграла в трёх десятках фильмов — в основном в главных ролях. Поначалу это были почти исключительно роли «женщин-вамп», однако впоследствии актриса добилась расширения своего амплуа. Среди фильмов с её участием наиболее известны постановки Георга Пабста «Любовь Жанны Ней» (Die Liebe der Jeanne Ney, 1927, по роману Ильи Эренбурга) и «Ложный путь» (Abwege, 1928), фильм Хенрика Галеена «Альрауне» (Alraune, 1928) и его звуковой ремейк 1930 года, фильм Марселя Л’Эрбье «Деньги» (L’Argent, 1928), «Восхитительная ложь Нины Петровны» (1929). С появлением звукового кино Бригитта Хельм продолжала успешно сниматься, причем в ряде случаев играла сразу в нескольких иноязычных версиях фильмов — например, в немецком и французском вариантах фильма «Глория» (Gloria, 1931); немецком, французском и английском вариантах фильма Пабста «Владычица Атлантиды» (нем. Die Herrin von Atlantis, фр. L'Atlantide, англ. The Lost Atlantis, 1932) и других. Режиссёр Джеймс Уэйл думал привлечь актрису к работе в фильме «Невеста Франкенштейна», но по ряду причин договориться не удалось.
После прихода к власти в Германии нацистов Бригитте Хельм было предъявлено обвинение в «расовом загрязнении нации» на том основании, что она была замужем за евреем. Актриса в 1935 году эмигрировала в Швейцарию, где жила со своим мужем, промышленником Гуго Кунхаймом, которому родила четверых детей. Она никогда больше не снималась в кино и категорически отказывалась давать интервью, если вопросы затрагивали её кинематографическую карьеру.
В 1968 году удостоена национальной премии «Золотая кинолента» за выдающиеся заслуги перед немецким кинематографом.
Скончалась 11 июня 1996 года в Асконе и похоронена на местном кладбище.

## Избранная фильмография
| Год  |   | Русское название                  | Оригинальное название                                                       | Роль                             |
| ---- | - | --------------------------------- | --------------------------------------------------------------------------- | -------------------------------- |
| 1927 | ф | Метрополис                        | нем. Metropolis                                                             | Мария / Человек-машина           |
| 1927 | ф | Любовь Жанны Ней                  | нем. Die Liebe der Jeanne Ney                                               | Габриэль                         |
| 1928 | ф | Альрауне                          | нем. Alraune                                                                | Альрауне                         |
| 1928 | ф | Деньги                            | фр. L'Argent                                                                | баронесса Сандорф                |
| 1929 | ф | Восхитительная ложь Нины Петровны | нем. Die wunderbare Lüge der Nina Petrowna                                  | Нина Петровна                    |
| 1930 | ф | Альрауне                          | нем. Alraune                                                                | Альрауне                         |
| 1932 | ф | Графиня Монте-Кристо              | нем. Die Gräfin von Monte-Christo                                           | Жанетт Хайдер                    |
| 1932 | ф | Атлантида                         | фр. L'Atlantide нем. Die Herrin von Atlantis англ. The Mistress of Atlantis | Антинея, правительница Атлантиды |